# Erich Schlüter
Erich Schlüter (* 29. Mai 1903 in Schweidnitz; † 29. November 1977 in München) war ein deutscher Richter und Vertriebenenpolitiker.

## Leben
Schlüter besuchte die Schule in Breslau und machte dort 1922 am Elisabeth-Gymnasium das Abitur. Anschließend studierte er an der Universität Breslau Rechtswissenschaft. Während seines Studiums wurde er Mitglied des Corps Silesia und nach einem Studienortwechsel nach Jena dort auch des Corps Thuringia Jena. Zwischen dem Referendarexamen 1926 und dem Assessorexamen 1930 promovierte er nebenbei 1928 zum Dr. iur. Im November 1930 wurde er Richter in Hirschberg/Niederschlesien.
Mit Kriegsbeginn 1939 wurde er zum Dienst in einer Aufklärungseinheit einberufen, dann aber 1941 Kriegsgerichtsrat im Innendienst des Oberkommando der Wehrmacht. Nach Ende des Zweiten Weltkriegs wurde Schlüter 1948 Amtsrichter beim Amtsgericht Haßfurt in Haßfurt und 1950 zum Landgericht Aschaffenburg versetzt. Von 1964 bis zur Pensionierung 1968 war er Präsident des Landgerichts in Ansbach.
Neben dem Beruf engagierte sich Schlüter in der Ostpolitik und war unter anderem ab 1967 Mitglied des Bundesvorstands der Landsmannschaft Schlesien. Für seine Verdienste in der Vertriebenenpolitik erhielt er 1973 das Bundesverdienstkreuz am Bande.

## Werke
- Das Recht des Grundstückeigentümers am Luftraum, Breslau 1929